# Laboratoire Clarendon
The Clarendon Laboratory (Laboratoire Clarendon) à Oxford, en Angleterre (à ne pas confondre avec le bâtiment Clarendon, aussi à Oxford) appartient au département de physique de l'université d'Oxford. Il abrite actuellement les groupes de physique atomique, moléculaire et optique, ainsi que le groupe de physique de la matière condensée du département. Quatre autres groupes du département ne sont pas logés dans le laboratoire Clarendon. Le centre de calcul quantique d'Oxford est également installé dans le laboratoire.
Le laboratoire tient son nom d'Edward Hyde de Clarendon, dont les exécuteurs testamentaires donnèrent 10 000 £ pour la construction d'un nouveau laboratoire, qui fut achevé en 1872, créant ainsi le plus ancien laboratoire  d'Angleterre consacré à la physique. Ce bâtiment, agrandi de façon substantielle, fait partie du département des sciences de la Terre d'Oxford.
L'appareil dénommé Oxford Electric Bell (aussi nommé la "Pile sèche de Clarendon"), construit en 1840, est situé dans le foyer du laboratoire Clarendon.